# Roland Gäbler
Roland Gäbler, född den 9 oktober 1964 i Bremen, är en tysk seglare.
Han tog OS-brons i tornado i samband med de olympiska seglingstävlingarna 2000 i Sydney.